# Bubutisysteem
Het Bubutisysteem wordt gebruikt op de Pacifische eilanden van Kiribati. Het gaat om het principe dat alle mensen gelijkwaardig zijn en gelijke rechten verdienen. Het systeem is van kracht als je iemand bijvoorbeeld benadert en zegt: "Ik bubuti u voor uw shirt". Deze persoon is dan verplicht om u zijn shirt te geven. De volgende dag kun je naar dezelfde persoon teruggaan en het shirt terugeisen, of iets anders bubuti'en.
Het woord 'Buti' betekent eigenlijk 'alstublieft'. Een Bubuti is traditioneel onvermijdelijk - ervan uitgaande dat het een legitieme handeling is. Als iemand probeert om misbruik te maken van een Bubuti kan het verzoek geheel worden afgewezen. In principe kan iedereen die een aanvraag afwijst gemakkelijk beschouwd worden als hardvochtig, aangezien het niet verenigbaar is met de normen die van kracht zijn in Kiribati. De schrijver J. Maarten Troost refereert aan het gebruik in zijn boek The Sex Lives of Cannibals en vermeldt hierbij dat het enkel onder native inwoners van Kiribati gebruikelijk is; toeristen of expats hoeven niet aan een Bubuti mee te werken.
Een verzoek tot een object hoeft niet noodzakelijkerwijs te leiden tot de (blijvende) overdracht van het eigendom van het object. Het verzoek om het object kan (afhankelijk van de context) een verzoek zijn om het item te lenen.

## Bron
1. ↑  Troost, J. Maarten (2004). The sex lives of cannibals: adrift in the Equatorial Pacific. Random House, Inc., p. 95. ISBN 9780767915304.
2. ↑  Blog Alina Stefanescu. Gearchiveerd op 2 maart 2023.
3. ↑  pacificislandtravel.com
4. ↑  Rao, Doraswamy, 2005. “Culture and entrepreneurship: an exploratory essay”, Fijian Studies: A Journal of Contemporary Fiji, 3(1): S. 57-86.
5. ↑  Ron Duncan, Cultural and Social Norms and Economic Development in Remote Aboriginal Communities: Lessons from the Pacific, S. 4f